# Loi sur les titres autochtones de 1993
 (février 2024).
La mise en forme du texte ne suit pas les recommandations de Wikipédia : il faut le « wikifier ».
Les points d'amélioration suivants sont les cas les plus fréquents. Le détail des points à revoir est peut-être précisé sur la page de discussion.
- Les titres sont pré-formatés par le logiciel. Ils ne sont ni en capitales, ni en gras.
- Le texte ne doit pas être écrit en capitales (les noms de famille non plus), ni en gras, ni en italique, ni en « petit »…
- Le gras n'est utilisé que pour surligner le titre de l'article dans l'introduction, une seule fois.
- L'italique est rarement utilisé : mots en langue étrangère, titres d'œuvres, noms de bateaux, etc.
- Les citations ne sont pas en italique mais en corps de texte normal. Elles sont entourées par des guillemets français : « et ».
- Les listes à puces sont à éviter, des paragraphes rédigés étant largement préférés. Les tableaux sont à réserver à la présentation de données structurées (résultats, etc.).
- Les appels de note de bas de page (petits chiffres en exposant, introduits par l'outil «  Source ») sont à placer entre la fin de phrase et le point final[comme ça].
- Les liens internes (vers d'autres articles de Wikipédia) sont à choisir avec parcimonie. Créez des liens vers des articles approfondissant le sujet. Les termes génériques sans rapport avec le sujet sont à éviter, ainsi que les répétitions de liens vers un même terme.
- Les liens externes sont à placer uniquement dans une section « Liens externes », à la fin de l'article. Ces liens sont à choisir avec parcimonie suivant les règles définies. Si un lien sert de source à l'article, son insertion dans le texte est à faire par les notes de bas de page.
- La présentation des références doit suivre les conventions bibliographiques. Il est recommandé d'utiliser les modèles {{Ouvrage}}, {{Chapitre}}, {{Article}}, {{Lien web}} et/ou {{Bibliographie}}. Le mode d'édition visuel peut mettre en forme automatiquement les références.
- Insérer une infobox (cadre d'informations à droite) n'est pas obligatoire pour parachever la mise en page.

Pour une aide détaillée, merci de consulter Aide:Wikification.
Si vous pensez que ces points ont été résolus, vous pouvez retirer ce bandeau et améliorer la mise en forme d'un autre article.
La Loi sur les titres autochtones de 1993 ou Native Title Act 1993 dans sa version originale, est une loi adoptée par le Parlement australien le 24 décembre 1993 ayant pour but de « fournir un système national pour la reconnaissance et la protection des titres autochtones et pour leur coexistence avec le système national de gestion des terres ». La loi a été adoptée par le gouvernement Keating à la suite de la décision de la Haute Cour dans l'affaire Mabo contre Queensland (n° 2) (1992). La loi est entrée en vigueur le 1er janvier 1994.

## Contexte

### La loi
Cette législation visait à codifier la décision Mabo et mettait en œuvre des stratégies pour faciliter le processus de reconnaissance du titre de propriété autochtone en Australie . La loi a également créé le Tribunal national des titres autochtones, chargé d'enregistrer, d'entendre et de trancher les revendications de titres autochtones. Selon le gouvernement australien :
Le Native Title Act 1993 établit un cadre pour la protection et la reconnaissance des titres autochtones. Le système juridique australien reconnaît le titre autochtone lorsque :
- les droits et intérêts sont détenus en vertu des lois et coutumes traditionnelles qui continuent d'être reconnues et observées par les Australiens autochtones concernés,
- en vertu de ces lois et coutumes, les Australiens autochtones concernés ont un lien avec la terre ou les eaux,
- les droits et intérêts des autochtones sont reconnus par la common law de l'Australie.

Le Native Title Act établit des processus pour déterminer où le titre natif existe, comment les activités futures ayant un impact sur le titre natif peuvent être entreprises et également pour fournir une compensation lorsque le titre natif est altéré ou éteint. La loi donne aux australiens autochtones qui détiennent des droits et intérêts en matière de titres autochtones – ou qui ont revendiqué un titre autochtone – le droit d'être consultés et, dans certains cas, de participer aux décisions concernant les activités proposées à entreprendre sur le territoire. Les australiens autochtones ont pu négocier des avantages pour leurs communautés, notamment en matière d'opportunités d'emploi et de protection du patrimoine.

 La loi établit également un cadre pour la reconnaissance et le fonctionnement des organismes représentatifs qui fournissent des services aux demandeurs de titres autochtones et aux titulaires de titres autochtones. Le gouvernement australien fournit un financement important pour résoudre les problèmes liés aux titres autochtones conformément à la loi, notamment aux organismes représentatifs des titres autochtones, au Tribunal national des titres autochtones et à la Cour fédérale d'Australie.
En vertu de cette loi, le commissaire à la justice sociale des aborigènes et des insulaires du détroit de Torres était tenu de préparer un rapport annuel à l'intention du procureur général d'Australie. Celui-ci concernait l'application de la loi et ses effets sur l'exercice et la jouissance des droits de l'homme des aborigènes et des insulaires du détroit de Torres; et faire rapport, à la demande du procureur général, sur toute autre question relative aux droits des peuples autochtones en vertu de la Loi.
Les objectifs du commissaire étaient de fournir et de promouvoir une perspective de droits de la personne en matière de titre autochtone, aider à développer des processus de titres natifs plus efficaces, et plaider en faveur de la coexistence entre les intérêts autochtones et non autochtones sur les terres, sur la base d’une utilisation compatible des terres. Tous les rapports de 1994 à 2016 ont été publiés en ligne. Depuis 2013, les rapports sur les titres autochtones et sur la justice sociale ont été combinés et publiés en un seul rapport.
Les changements apportés par la loi modifiant la législation sur les droits de l'homme de 2017 ont supprimé l'obligation légale d'un rapport annuel sur la justice sociale et les titres de propriété autochtones, comme ceux produits jusqu'en 2016 inclus. Cependant, le commissaire continue de produire des rapports à l'issue de projets clés.

### Amendements
Le Native Title Amendment Act 1998 (Cth), communément appelé « Plan en 10 points », est un amendement au Native Title Act par le gouvernement Howard apporté en réponse à la décision Wik de la Haute Cour. La décision Wik a statué que le titre autochtone pouvait coexister avec les baux pastoraux et n'était pas nécessairement éteint. Cela contredisait les hypothèses de nombreux membres du gouvernement et de la communauté (mais pas de l'ensemble de la communauté juridique), provoquant beaucoup d'incertitude, de malaise et de débats. McHugh J a déclaré que la raison de cette surprise était due aux déclarations dans Mabo (No 2) selon lesquelles les baux éteignent le titre autochtone, le préambule de la loi sur le titre autochtone indiquait que « le titre autochtone est éteint par des actes gouvernementaux valides... tels que l'octroi de domaines en pleine propriété ou à bail », que le Land Act 1910 (Qld) et le Land Act 1962 (Qld) décrivaient les baux pastoraux comme des baux (ce qui suggérait un droit à la possession exclusive) et pendant 126 ans les avocats du Queensland avaient soutenu et cru cela.
Certains États craignaient que les baux miniers accordés après l'adoption du Native Title Act ne soient plus valables, le droit de négocier en vertu de ce Native Title Act n'étant pas respecté. La décision a également fait craindre à certains qu'un grand nombre de revendications foncières en Australie soient désormais mises en doute, le chef de la Fédération nationale des agriculteurs affirmant que même les parcelles résidentielles de Canberra pourraient être menacées par des revendications. Et ce, malgré le fait que la décision stipulait que les droits des pasteurs l'emporteraient sur les droits de propriété des autochtones en cas d'incohérence. Les amendements qui en ont résulté ont considérablement restreint le titre autochtone en restreignant le droit de négocier, en augmentant le critère de seuil pour les revendications de titre autochtone, en éteignant le titre autochtone sur tous les baux émis avant 1994 qui accordaient la possession exclusive et en accordant plus de pouvoir aux États pour gérer les revendications. Les lois ont également introduit des accords d'utilisation des terres autochtones comme alternative aux revendications de titres autochtones. Le texte de la loi était extrêmement spécifique et complexe afin de passer outre aux protections et à l'utilisation de la loi sur la discrimination raciale dans l'interprétation de la législation.
Les dix points du « Plan en 10 points » étaient les suivants :
1. Le Tribunal national des titres autochtones détient une autorité absolue sur les revendications de titres autochtones.
2. Les gouvernements des États sont habilités à éteindre les titres autochtones sur les terres de la couronne pour des questions d'« intérêt national ».
3. Les terres fournissant des équipements publics sont exemptées des revendications de titres autochtones.
4. Les baux miniers et pastoraux peuvent coexister avec le titre autochtone.
5. Le Tribunal national des titres autochtones peut créer un accès aux terres traditionnelles plutôt que d'accorder l'intégralité du titre autochtone.
6. Un test d'inscription est imposé à tous les demandeurs.
7. Le droit de revendiquer un titre autochtone dans ou autour des zones urbaines est supprimé.
8. Le gouvernement est autorisé à gérer les questions liées aux terres, à l’eau et à l’air sur n’importe quel site.
9. Des délais très stricts seront imposés à toutes les réclamations.
10. Des accords d'utilisation des terres autochtones seront conclus pour promouvoir la coexistence.

ANTaR (Australians for Native Title and Reconciliation) a aidé à coordonner une réponse aux amendements. Les droits de propriété autochtones sont devenus le centre d'une campagne nationale menée par l'ANTaR en 1997 et 1998, avec un projet central appelé la Mer des Mains. Au Parlement, le parti travailliste australien et les démocrates australiens se sont opposés à la législation. En outre, le Comité des Nations Unies pour l'élimination de la discrimination raciale a exprimé sa préoccupation quant au fait que les amendements pourraient violer les obligations de l'Australie en vertu de la Convention sur l'élimination de la discrimination raciale (CERD), car ils semblaient considérablement « éteindre ou entraver l'exercice des droits et intérêts autochtones ». ". De plus, le comité a noté le manque de participation des autochtones dans l'élaboration des amendements et a réaffirmé sa recommandation selon laquelle « aucune décision directement liée aux droits et intérêts des [peuples autochtones] ne doit [être] prise sans leur consentement éclairé »,.
La législation finale a été amendée pour obtenir le soutien du sénateur indépendant Brian Harradine, dont le vote était nécessaire pour que le projet de loi soit adopté.
En 2007, le gouvernement Howard a adopté le Native Title Amendment Act 2007  et le Native Title Amendment (Technical Amendments) Act 2007, un ensemble de mesures coordonnées et d'amendements techniques visant à améliorer les performances du système de titres autochtones,. Celles-ci visent à rendre le processus de titre autochtone plus efficace et à accélérer la détermination de l'existence d'un titre autochtone sur les 580 revendications enregistrées mais non encore déterminées.
Le Native Title Act 1993 a été modifié par le gouvernement Rudd par le Native Title Amendment Act 2009. Il permet à la Cour fédérale de déterminer qui peut arbitrer une réclamation, qu'il s'agisse du tribunal lui-même, du Native Title Tribunal ou autre.
La Loi continue d'être révisée et modifiée. Un examen majeur de la loi par la Commission australienne de réforme du droit en 2015 a formulé 30 recommandations pour la réformer. Il ne suggère pas de modifier le cadre et le modèle fondamentaux du titre autochtone et du processus de revendication, mais recommande un « recentrage sur les éléments fondamentaux du droit relatif au titre autochtone afin de faciliter un processus de détermination efficace ».

## Héritage
Dans l'affaire Australie-Occidentale contre le Commonwealth (1995), la Haute Cour a confirmé le Native Title Act et a invalidé une loi contradictoire de l'Australie-Occidentale.

## Voir également
- Droits fonciers des aborigènes en Australie
- Titre aborigène
- Liste des lois concernant les Australiens autochtones

## Lectures complémentaires
- John Gardiner-Garden et Parliamentary Research Service, The Mabo debate: a chronology, Australian Government. Dept of the Parliamentary Library, coll. « Background Paper Number 23 », 12 octobre 1993 (ISSN 1038-0116, lire en ligne) (PDF)
- (en) « Walker v State of South Australia (No 2) [2013] FCA 700, 215 FCR 254 (19 July 2013) », une requête déposée devant la Cour fédérale en vertu de l'article 61 du Native Title Act 1993 (Cth) dans laquelle le juge Mansfield a rejeté un argument que la clause conditionnelle des lettres patentes protège les droits des peuples autochtones à l'occupation ou à la jouissance de leurs terres, citant les commentaires du juge Kirby dans (en) « Fejo c. Territoire du Nord [1998] HCA 58 , (1998) 195 CLR 96 ».